# Салманов, Сарван Каракиши оглы
Сарван Каракиши оглы Салманов (азерб. Sarvan Qarakişi oğlu Salmanov; 22 декабря 1927, Зогаллык, Исмаиллинский район — 2003, Мингечевир) — советский азербайджанский энергетик. Герой Социалистического Труда (1971). Почётный энергетик Азербайджанской ССР и СССР. Почетный гражданин Мингечаура.

## Биография
Родился 22 декабря 1927 года в селе Зогаллык Шемахинского уезда Азербайджанской ССР (ныне село в Исмаиллинском районе).
С 1941 года — колхозник сельскохозяйственной артели имени Будённого Исмаиллинского района. По окончании школы в 1944 году отправлен комсомольской путевкой на строительство Мингечаурской гидроэлектростанции.
С 1945 года — плотник, с 1948 года — экскаваторщик, старший экскаваторщик, с 1954 года — машинист турбины, старший машинист турбины, мастер Мингечаурской ГЭС. С 1979 года — заместитель директора Азербайджанской ГРЭС.
Молодой колхозник Сарван Салманов, отправленный комсомольской путёвкой на стройку гидроэлектростанции, искренне полюбил свою работу и связал всю свою жизнь с электричеством и Мингечауром. Еще будучи строителем, регулярно перевыполнял плановые задания, отличался на работе. В 1953 году Салманов перешел на работу непосредственно в гидроэлектростанции; проходил практику машинистом турбины на Украине, в ДнепроГЭС. Быстро овладев всеми необходимыми знаниями, с успехом начал свою работу. Именно при непосредственном участии Сарвана Салманова запущен первый гидроагрегат станции, начата работа станции в полную мощность. Энергетик проявил себя успешным рационализатором: 15 рационализаторских предложений с успехом введены в силу и хорошо сказались на увеличении мощностей станции. С 1970 года бригада Салманова трудилась по новой системе планирования и экономического стимулирования, который стал самым оптимальным путем выполнения государственных планов по выработке электричества. Задания восьмой пятилетки Салманов и коллектив его бригады выполнили досрочно, дав к 1971 году сотни тысяч киловатт в час электроэнергии сверх плана. План 1971 года, первого года девятой пятилетки, коллектив каскада Мингечаурской ГЭС выполнил досрочно, дав до конца сверх плана 20 миллионов киловатт в час.
Указом Президиума Верховного Совета СССР от 20 апреля 1971 года за особые заслуги в выполнении заданий пятилетнего плана по развитию энергетики страны Салманову Сарвану Каракиши оглы присвоено звание Героя Социалистического Труда с вручением ордена Ленина и золотой медали «Серп и Молот».
Активно участвовал в общественной жизни Азербайджана. Член КПСС с 1951 года. Депутат Верховного Совета Азербайджанской ССР 4-го и 5-го созывов. Делегат XXIV съезда КПСС и XXVIII съезда КП Азербайджана.
С 2002 года — президентский пенсионер.
Скончался в 2003 году в городе Мингечаур.